# Josef Terboven

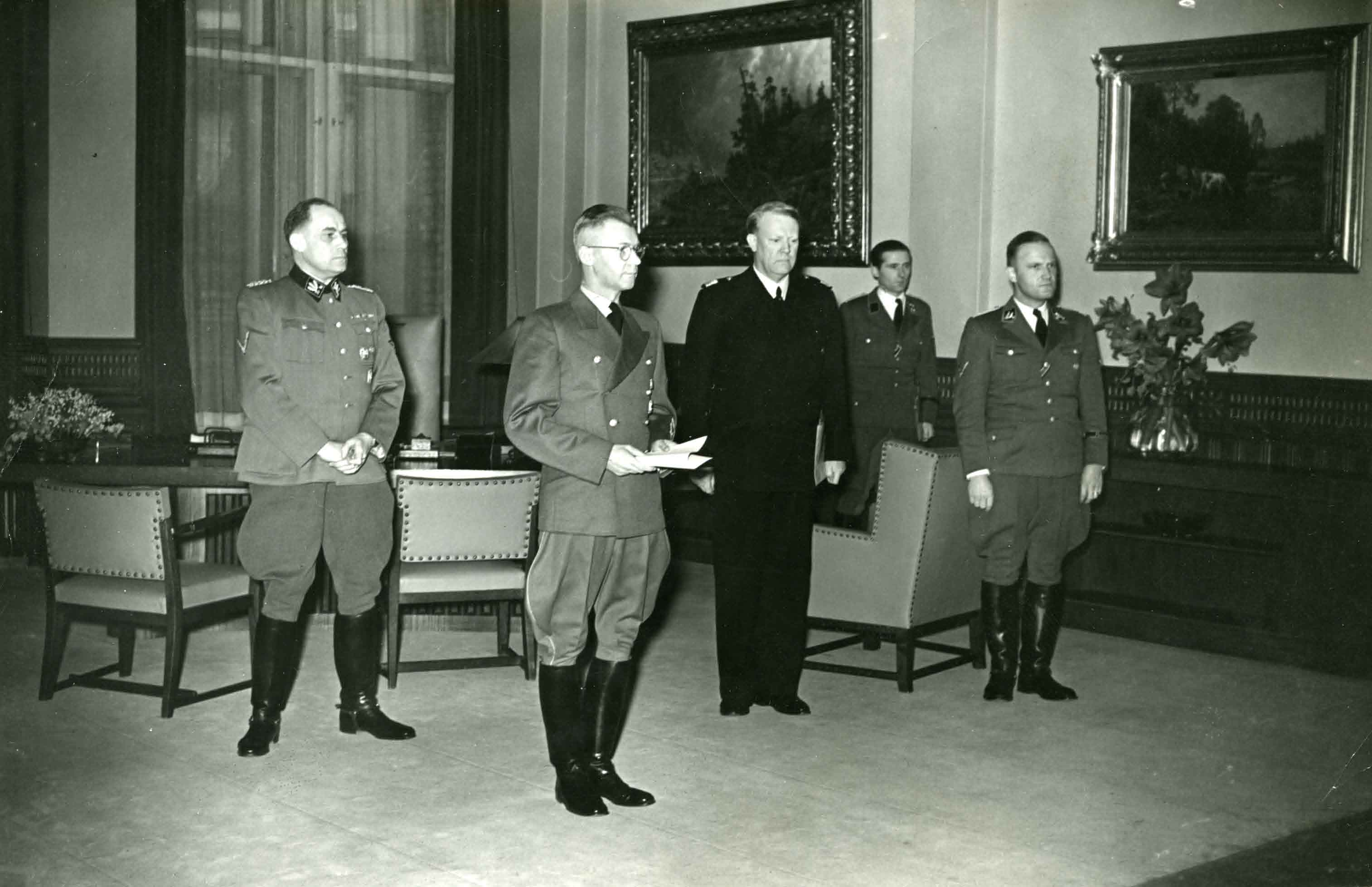
Statsakten den 1 februari 1942: Wilhelm Rediess, Josef Terboven, Vidkun Quisling, Rudolf Schiedermair och Paul Wegener.

Josef Antonius Heinrich Terboven, född 23 maj 1898 i Essen, Tyskland, död 8 maj 1945 i Skaugum utanför Oslo, Norge, var en tysk nazistisk politiker. Han var Gauleiter i partidistriktet Essen från 1928 till 1945 och rikskommissarie i det ockuperade Norge från 1940 till 1945.

## Biografi
Terboven deltog i första världskriget som krigsfrivillig och var vid dess slut löjtnant i reserven. Han studerade därefter juridik och statsvetenskap vid universiteten i München och Freiburg men avlade ingen examen. Han blev banktjänsteman 1925.
Han inträdde i NSDAP 1923 med medlemsnummer 25247. I november samma år deltog han i ölkällarkuppen i München. Terboven gjorde karriär inom det nationalsocialistiska partiet från att ha varit stadsdelsledare till att så småningom bli Gauleiter (politisk ledare för ett av Tredje rikets 31 partidistrikt) i Essen. Han utsågs till ledamot av den tyska riksdagen 1930 och till överpresident (Oberpräsident) i Rhenprovinsen 1935.
Dagen efter den tyska invasionen i Norge den 9 april 1940 utropade sig den inhemske ledaren för Nasjonal Samling, Vidkun Quisling, till statsminister, men redan efter två veckor ersattes han genom att Adolf Hitler utsåg Terboven till rikskommissarie i Norge. Detta innebar att han i princip hade oinskränkta befogenheter. Under Terbovens tid som rikskommissarie var Fritz Schlessmann ställföreträdande Gauleiter i Essen. Hitler hyllade Terbovens repressiva styre i sina bordssamtal 1942.
Den 8 maj 1945 kapitulerade Tyskland och samma dag begick Terboven självmord genom att spränga sig till döds i en bunker i Skaugum utanför Oslo.